# André Mazet
André Mazet (1793-1821) est un médecin français. Il a observé l’épidémie de fièvre jaune en Espagne.

## Biographie
André Mazet est né le 23 décembre 1793 à Grenoble.
Après avoir suivi des études de médecine à l’école pratique des hôpitaux de Paris, il part en mission officielle, en 1819, à Cadix, pour observer l’épidémie de fièvre jaune qui y sévissait.
À son retour, il est nommé médecin-adjoint au bureau de charité de la rue Mazarine.
À l’automne 1821, il est de nouveau envoyé à Barcelone où l’épidémie a repris. Il est contaminé par le virus dès son arrivée. Il meurt le 22 octobre de la même année. Il est inhumé à Barcelone.

## Hommages
- Les Chambres déclarent André Mazet « martyr de l’humanité », en 1821.
- Sur sa pierre tombale est inscrit : « Le docteur Mazet vint au secours de la Catalogne, où régnait la fièvre jaune, et mourut, à Barcelone, le 22 octobre 1821 ».
- À Paris, en 1867, la rue de la Contrescarpe-Saint-André, est nommée rue Mazet.
- À Grenoble, la rue du Docteur Mazet lui est dédiée.
- Médaille de l’aide française durant la peste jaune de Barcelone de 1821[1].